# ADCC降服式摔跤世界锦标赛
ADCC降服式格鬥世界锦标赛（ADCC Submission Fighting World Championship）是由阿布扎比格斗俱乐部（Abu Dhabi Combat Club；ADCC）组织的一项国际降伏式格鬥比赛，是业内顶尖赛事。首届比赛于1998年在阿联酋阿布扎比举行，此后每两年举办一次，只有2021年因全球COVID-19疫情中断。
参赛者只有在赢得ADCC选拔赛或受邀后才能参赛。大多数运动员来自国际巴西柔术联合会举办的巴西柔术比赛，但也接受其他格斗风格的参赛者。

## 历史
该比赛由阿拉伯联合酋长国谢赫扎耶德·本·蘇爾坦·阿勒納哈揚之子塔赫罗尼·本·扎耶德和他的巴西柔术教练尼尔森·蒙蒂罗（Nelson Monteiro）共同创立。